# جون لاركن
جون لاركن (بالإنجليزية: John Larkin)‏ هو كاتب سيناريو أمريكي، ولد في 30 نوفمبر 1901 في نيويورك في الولايات المتحدة، وتوفي في 6 يناير 1965 في لوس أنجلوس في الولايات المتحدة.

## وصلات خارجية
- جون لاركن على موقع IMDb (الإنجليزية)
- جون لاركن على موقع قاعدة بيانات برودواي على الإنترنت (الإنجليزية)
- جون لاركن على موقع قاعدة بيانات الفيلم (الإنجليزية)